# كيث إينغرام
كيث إينغرام هو سياسي أمريكي، ولد في 12 أبريل 1955 في ويست ممفيس في الولايات المتحدة. نشط حزبياً في الحزب الديمقراطي. وقد انتخب عضو مجلس ولاية أركنساس ‏.

## وصلات خارجية
- الموقع الرسمي